# César Benjamin
César de Queiroz Benjamin (Rio de Janeiro, 5 de maio de 1954) é um cientista político, editor e político brasileiro. Durante a ditadura militar brasileira (1964-1985), participou da luta armada contra o regime, foi perseguido e exilado. Cofundador do Partido dos Trabalhadores (PT), foi também filiado ao Partido Socialismo e Liberdade (PSOL), tendo se desligado dos dois partidos. Atualmente, César Benjamin é o editor da Contraponto Editora e colunista da Folha de S.Paulo.

## Trajetória política
Militante do movimento estudantil secundarista em 1968, passou à clandestinidade depois da decretação do Ato Institucional n.º 5, em 13 de dezembro desse ano. Juntou-se, então, à luta armada contra a ditadura militar brasileira, ligando-se ao Movimento Revolucionário Oito de Outubro (MR-8). Preso em meados de 1971, aos 17 anos, passou mais de 5 anos em celas solitárias e sofreu tortura em interrogatórios. Em consequência, sofreu perda unilateral da audição. Foi expulso do país no final de 1976, exilando-se na Suécia.
César Benjamin voltou ao Brasil em 1978. Com a Lei da Anistia, pôde retomar a atividade política, sendo um dos fundadores do Partido dos Trabalhadores.
Coordena a campanha de Luiz Inácio Lula da Silva nas eleição presidencial de 1989, quando Lula foi derrotado por Fernando Collor.
Em 1995, César Benjamin deixou o PT por divergências de opinião, que já se vinham avolumando desde 1989. No final dos anos 1990, fundou a Editora Contraponto. Em 1997, atuou na fundação do movimento Consulta Popular.
Em 2004, filiou-se ao recém criado Partido Socialismo e Liberdade (PSOL) - constituído por dissidentes do Partido dos Trabalhadores -, pelo qual foi candidato a vice-presidente da República nas eleições de 2006, na chapa da ex-senadora Heloísa Helena. Ainda no fim de 2006, em desacordo com decisões internas do partido, desfiliou-se do PSOL.
Em 20 de dezembro de 2016, foi anunciado que seria o secretário de Educação, Esporte e Lazer, da cidade do Rio de Janeiro, na gestão Marcelo Crivella (PRB). Ironicamente, no mesmo secretariado de Crivella, estava o coronel Paulo Cesar Amêndola, da Secretaria de Ordem Pública, que foi quem havia realizado a prisão de César Benjamin, durante a ditadura. Já na pasta, o secretário criticou duramente a atuação da Polícia Militar do Estado do Rio de Janeiro por promover operações próximas a áreas escolares, nos horários de entrada e saída de alunos. Benjamin declarou que Crivella lhe dava condições de trabalho que os partidos de esquerda não dariam, e criticou a militância desses partidos por viver gritando palavras de ordem. Criticou também o fato desses militantes prestigiarem demais os debates sobre legalização das drogas e do o aborto, e por isso tornarem a esquerda “afastada do povo”.

## Atuação profissional
- Fundação Getúlio Vargas
- Escola Nacional de Saúde Pública
- Sociedade Brasileira para o Progresso da Ciência
- Prefeitura do Rio de Janeiro
- Editora Nova Fronteira
- Diretor presidente da RTVE - Rádio e TV Educativa do Paraná.[9]

## Atuação como editor
No final dos anos 1990, César Benjamim fundou a Editora Contraponto, com foco na formação de um catálogo de obras e autores relevantes em diversas áreas, com um tratamento apurado das traduções e edições.

## Títulos e honrarias
- É doutor honoris causa pela Universidade Bicentenaria de Aragua, em Maracay, Venezuela.

## Obras publicadas
- E o sertão, de todo, se impropriou à vida: um estudo sobre a seca no Nordeste. Petrópolis: Vozes, 1985 (com Sérgio Goes de PAULA).
- Diálogo sobre Ecologia, Ciência e Política. Rio de Janeiro: Nova Fronteira, 1992.
- A Opção Brasileira. Rio de Janeiro: Contraponto, 1998.
- Bom Combate. Rio de Janeiro, Contraponto, 2004.
- Além de Darwin: ensaio sobre ciência e vida, Contraponto, 2024.